# Бокарев, Даниил Семёнович
Даниил Семёнович Бокарев (около 1789 года — после 1834 года) — зачинатель маслобойного производства в России, изобретатель, крепостной крестьянин графа Шереметева.
Родился в селе Серебряные Пруды Веневского уезда Тульской губернии. В 1805 г. за провинность разлучён с семьёй и переселён в слободу Алексеевка Бирюченского уезда Воронежской губернии.
Бокарёву принадлежит открытие подсолнечника как масличной культуры. В 1829 году он придумал способ получения масла из семян подсолнечника. Через четыре года в 1833 году в Алексеевке купцом Папушиным при содействии Бокарёва был построен первый в России маслобойный завод. Год спустя Бокарёв открыл в Алексеевке собственную маслобойню. В 1835 году начался экспорт масла за границу.
К 1860 году в Алексеевке было около 160 маслобойных заводов. На продажу вывозилось до 40 тысяч бочек, содержимое которых весило около 900 тысяч пудов (свыше 14 тысяч тонн). Церковь признала подсолнечное масло постным продуктом, отсюда появилось его второе название — постное масло. В 2005 году жители Алексеевки почтили вклад Даниила Бокарева в развитие города памятником. В Алексеевке в честь Даниила Бокарева названа улица.